# Serena Ottaviani
Serena Ottaviani (San Severino Marche, 5 ottobre 2005) è una ginnasta italiana.

## Carriera

### Junior
Nel 2017 partecipa alla Sere A1 con la sua società, la Faber Ginnastica Fabriano di Fabriano.
Nel 2018 vince il Campionato Nazionale Junior 1 e viene convocata nella squadra junior italiana.
Nel 2019 con la squadra partecipa al Grand Prix di Mosca, arrivando seconda. Al Torneo Internazionale Julieta Shishmanova di Burgas vince l'oro nell'all-around, ai 5 cerchi e ai 5 nastri. All'AGF di Baku e arriva quinta nell'all-around, seconda ai 5 cerchi e terza ai 5 nastri. Partecipa agli Europei di Baku, dove vince una medaglia di bronzo nell'all-around con Simona Villella, Alexandra Naclerio, Siria Cella, Giulia Segatori e Vittoria Quoiani. A giugno partecipa al bilaterale Italia-Bielorussia, dove vince l'oro all-around. Ai Campionati mondiali juniores di ginnastica ritmica 2019 di Mosca vince tre argenti nella gara a team (con Sofia Raffaeli), ai 5 cerchi e nell'all-around.
Nel 2020 ha partecipato al campionato assoluto di Folgaria.

## Palmarès

### Mondiali juniores
| Anno | Città | Risultato | Specialità |
| ---- | ----- | --------- | ---------- |
| 2019 | Mosca | Argento   | All-Around |
| 2019 | Mosca | Argento   | 5 cerchi   |
| 2019 | Mosca | Argento   | Team       |

### Europei juniores
| Anno | Città | Risultato | Specialità |
| ---- | ----- | --------- | ---------- |
| 2019 | Baku  | Bronzo    | All-Around |